# Lafrias
Se llaman lafrias a unas fiestas que se celebraban en la Antigua Grecia en honor de la diosa Diana Lafria.  
Estas fiestas duraban dos días: durante el primero, se celebraban procesiones solemnes y en el segundo, se prendía fuego a una pila de leña en la cual se hacinaban frutas, aves y animales vivos, como leones, panteras, osos.... Como los animales tenían que quemarse vivos, los lazos que los sujetaban ardían antes que ellos. En este caso  se arrojaban furiosos fuera de la hoguera con gran riesgo para los presentes, que permanecían fijos sin cambiar de sitio, por la creencia de que de ese modo no podía sucederles desgracia alguna. 